# Valby Kulturhus
Valby Kulturhus er et kulturhus beliggende ved Toftegårds Plads i Valby. Stedet har mere end 250.000 besøg om året.
I huset er der aktiviteter som Borgerservice KVIK, Copenhagen Fablab, Kopimaskine, Læsesal, PC-faciliteter, scannere, studiepladser, udstillinger, udstillingsmuligheder, åbent atelier, åbent grafisk værksted, åbent keramikværksted samt Zone2s holdaktiviteter